# 四番 なかやま
四番 なかやま（よばんなかやま）は、2005年4月9日から2007年3月31日までTBSラジオで放送されていたラジオ番組である。関東ローカルの生放送。パーソナリティは中山秀征。

## 概要
下ネタ（エロネタ）を中心としたトークバラエティ番組。キャッチコピーは「95%エロ! 5%野球!」。深夜というには浅い時間帯ではあるが、毎週ゲストの女性アイドルや女性声優の小林美佐を際どい下ネタで攻めた。
中山は2005年3月まで、同局の情報番組『CUBE』に出演し硬派な面を見せていたが、その路線を180度ひっくり返した番組となっていた。
中山が司会を担当する『ラジかるッ』のレギュラー出演者が出演するなど、同番組との関係が深かった。
なお、本番組を最後に『志村けん・中山秀征の「い〜んでないの?!」以来続いたTBSラジオ制作の中山メインによる番組は放送されていない。

## 放送時間
- 土曜 22:00 - 23:30（2006年9月までは、土曜 21:30 - 23:00）
但し、プロ野球ナイター中継放送時は試合終了後に開始。
2005年12月31日放送分は、翌2006年1月1日の1:00まで、3時間にわたる年越しスペシャルが放送された。

## コーナー
週替わりで番組冒頭に発表される、投稿テーマも存在した。
クイズ! 話題の人
いま話題の人に関する「クイズ」を番組冒頭で出題し、リスナーから「回答」を募集。エロネタ多し。
く〜い〜
週替わりの女性ゲストに、リスナーの考えた卑猥な文章を読ませる。文章に卑猥でない意味をこじつけ、女性ゲストにその意味を答えさせ、正解するとノベルティグッズをプレゼントした。
NEWSすぽりと!
普通のニュースから「すぽり」と抜け落ちてしまったB級エロニュースを紹介（キャスターはTBSアナウンサーの升田尚宏）。なお、「報道部員」名義で18KINの大滝が出演することがあった。
土曜ナイト劇場 〜妄想の館〜
リスナーの妄想エロシナリオをプロの声優が演ずる。レイティング企画で同様の内容が好評だったためレギュラー化。初期は声優が週替わりだったが、2006年に入った頃から小林美佐がレギュラー出演。
歌うテールランプ
コーナーの合間の音楽コーナー。「エロ」を軸とした番組ながら、きちんとした曲を掛けた。
最強のクリーンナップ
あらゆるジャンルの3番・4番・5番を考える3段落ちコーナー。オチは必ずエロ。
ちゃんヒデのエルモミーゴ
2006年初頭の放送でスタッフにより発案されたコーナー。さまざまなシチュエーションで役立つ業界用語を、中山が講師に扮しエロ例文とともに紹介。進行役はフリーアナウンサーの八木田幸恵。コーナー名の「エルモミーゴ」とは、業界用語で「燃えるゴミ」のこと。

## サウンドステッカー
サウンドステッカー、オープニング（タイトルコール）・エンディングBGMはナイターシーズン期とそのオフ期でパターンが異なった。
タイトルコールは、ナイターシーズンは読売ジャイアンツのウグイス嬢が担当し、オープニングでは番組を野球の先発投手に喩えて「本日の先発ピッチャーをお知らせいたします。先攻、赤坂、TBSラジオ。四番 なかやま」とアナウンスし、エンディングでは次回の放送開始予定時刻をアナウンスした。最終回の3月31日はプロ野球開幕週で1週だけシーズンステッカーで放送された。

ナイターオフは母子が会話する形式で、子役の声は声優の一龍斎貞友が担当していた。
「どうしたの?何かほしいの?（母）よばん…なかやま…（子・震えているように）そう、ちゃんといい子にしてたらあげるからね。（母）やったー!!TBSラジオ954、四番 なかやま、始まるよ!」

## 備考
- 優秀なネタを投稿したリスナーには、オリジナルクオカード、またはオリジナル千社札（ステッカー）といったノベルティグッズが贈られた（前者は最優秀者）。
- 2006年頃から、グラビアアイドルに中継先からスタジオまでマラソンをさせ、放送時間内にゴールした場合にはPRをさせる企画を行っていた。それまでスタジオの笑い屋担当だった18KINの今泉がリポートを担当した。
- 公式サイト上のタイトル画像に掲載している中山の写真は、ナイターシーズンとナイターオフシーズンで異なっていた。
  - ナイター - 読売ジャイアンツ風野球ユニフォーム。
  - ナイターオフ - 白のバスローブ